# Jaume Vilaseca
Jaume Vilaseca (Barcelona, 4 de maig de 1968) és pianista de jazz, que amb el seu Jaume Vilaseca quartet, és considerat una de les bandes de jazz més destacades del país. El disc Jazznesis, unes seves variacions jazzístiques sobre temas musicals del grup londinenc Genesis va tenir un èxit internacional. Va continuar com Jaume Vilaseca trio, pianista per cantants com Violetta Curry i altres grups. El 2006 va ser proposat per un premi Grammy en la categoria Latin jazz.

## Discografia
- Fotografies Dindi Records - 1999
- Aquí i allà Discmedi - 2002
- World songs Discmedi - 2005
- Jazznesis Discmedi - 2008
- Mumbai Discmedi - 2010
- Coming Home Discmedi - 2011
- Jazznesis II, Discmedi - 2015[5]